# Parque estatal Mancos
El Parque Estatal Mancos (en inglés: Mancos State Park) es un parque en el estado de Colorado al oeste de los Estados Unidos. Se encuentra cerca del parque nacional de Mesa Verde, el sendero occidental Mancos y el San Juan Skyway. El parque es conocido por haber sido morada ancestral de los nativos llamados "Pueblo". Vivían en la zona de las Cuatro Esquinas en la antigüedad, desde el año 1 al 1300 después de Cristo. También fue posteriormente controlada por el imperio español durante 200 años desde los siglo XVII hasta el siglo XIX. En 1948 el US Bureau of Reclamation encargó la represa Jackson Gulch, y fue incluida oficialmente como parte de los parques estatales de Colorado en 1987.